# Бухвальдер, Вернер
	Вернер Бухвальдер (нем. Werner Buchwalder; род. 5 июля 1914 года в Клайнлютцеле, Швейцария — ум. 5 мая 1987 года в Дорнахе, Швейцария) — швейцарский профессиональный шоссейный велогонщик. Победитель велогонки Чемпионат Цюриха в 1936 году. Призёр чемпионата Швейцарии. Старший брат Эдгара Бухвальдера — также профессионального велогонщика.

## Достижения
1935
8-й Тур Швейцарии
1-й — Этап 2
1936
1-й Чемпионат Цюриха
2-й Тур Северо-Западной Швейцарии
1937
1-й Тур дю Лак Леман
3-й Чемпионат Швейцарии
3-й Чемпионат Цюриха
6-й Тур Швейцарии
1938
3-й Чемпионат Швейцарии
4-й Тур Швейцарии
1939
2-й Чемпионат Цюриха
1940
3-й Чемпионат Швейцарии
1941
2-й Тур Швейцарии
1-й — Этап 1
1946
2-й Чемпионат Швейцарии